# Interferenza co-canale
L'interferenza co-canale o ICC si ha quando due diversi trasmettitori radio utilizzano lo stesso canale. L'interferenza tra canali può essere causata da molti fattori, che vanno dalle condizioni meteorologiche fino a questioni amministrative e di progettazione. L'interferenza co-canale può essere controllata tramite vari schemi di gestione delle risorse radio.

## Reti mobili cellulari
Nelle comunicazioni mobili cellulari (come ad esempio sistemi GSM e LTE), lo spettro delle frequenze è una risorsa limitata e viene suddiviso in bande di spettro non sovrapposte assegnate a celle diverse (nelle comunicazioni cellulari, una cella fa riferimento all'area esagonale/circolare attorno all'antenna della stazione radio base). Tuttavia, una volta superata una certa distanza geografica, queste bande di frequenza vengono riutilizzate, ovvero vengono riassegnate ad altre celle distanti; l'interferenza co-canale è dunque dovuta proprio al fenomeno del riutilizzo della frequenza . Pertanto si ha che al ricevitore giungono, oltre al segnale previsto proveniente dall'interno della cella, altri segnali alle stesse frequenze (segnali co-canale) provenienti da trasmettitori indesiderati situati in altre celle lontane, con conseguente deterioramento delle prestazioni del ricevitore.

## Condizioni meteorologiche avverse
Per la modulazione di frequenza (FM), il fenomeno dell'inversione termica, ovvero la stratificazione verticale del contenuto di umidità e della temperatura nell'atmosfera, può occasionalmente far sì che i segnali viaggino per centinaia o migliaia di miglia più lontano rispetto al solito. Uno strato di inversione (o condotto) si osserva più comunemente nelle regioni ad alta pressione e può influenzare i segnali radio per un periodo che può variare da diverse ore a diversi giorni. Il fenomeno è comunemente definito propagazione anomala ed è più probabile che si verifichi con il clima caldo e secco della tarda estate.

## Pianificazione inadeguata delle frequenze
Anche una pianificazione inadeguata delle frequenze da parte delle emittenti può causare ICC, sebbene ciò accada più raramente. Un esempio molto localizzato è quello di Listowel nel sud-ovest dell''Irlanda, dove i sistemi di trasmissione televisiva UHF 2RN di Listowel e Knockmoyle (vicino a Tralee) funzionano sulle stesse frequenze ma con polarizzazione opposta. Tuttavia, in alcune zone periferiche della città di Listowel, entrambi i trasmettitori possono essere captati, causando forti interferenze co-canale; questo problema costringe i residenti di queste aree a utilizzare trasmettitori alternativi per ricevere la programmazione RTÉ.

## Spettro radio eccessivamente affollato
In molte aree popolate risulta che lo spazio nello spettro radio è limitato. Le stazioni saranno così sovraffollate che a volte si potranno sentire contemporaneamente due, tre o più stazioni sulla stessa frequenza. Ad esempio, negli Stati Uniti i modelli di propagazione della Federal Communications Commission (FCC) utilizzati per le stazioni spaziali sulla stessa frequenza non sono sempre accurati nella previsione dei segnali e delle interferenze. In alcune zone di Fayetteville, Arkansas, dove la stazione radio locale KAKS 99.5 FM è stata sostituita dalla stazione radio KXBL 99.5 FM di Tulsa, Oklahoma, in particolare sul lato ovest delle colline. Un altro esempio è l'interferenza tra WKKY 104.7 di Ashtabula e WIOT 104.7 FM di Toledo sulla costa ontariana del lago Erie, nonché con CIHR-FM di Woodstock (in rare occasioni), che è anch'essa su 104.7 FM, a causa dei segnali che viaggiano molto lontano attraverso il lago Erie. L'interferenza al WIOT causata dal funzionamento del traduttore W284BQ è stata risolta dalla FCC, e il 18 ottobre 2011 ha cessato l'attività.

## Di giorno e di notte
Nella porzione a media frequenza dello spettro radio, dove è allocata la maggior parte delle trasmissioni AM, i segnali si propagano costantemente tramite onde terrestri e, di notte, anche tramite onde spaziali (o skywave). Ciò significa che durante le ore notturne si verificano interferenze tra canali su molte frequenze radio AM, dovute alle onde medie che si riflettono sulla ionosfera e vengono rimbalzate verso la Terra. Negli Stati Uniti, in Canada, in Messico e nelle Bahamas esistono accordi internazionali su determinate frequenze che assegnano la trasmissione in "canale libero" a determinate stazioni, che possono avere le proprie frequenze per sé durante la notte o condividerle con altre stazioni situate a centinaia o addirittura migliaia di miglia di distanza.
Su altre frequenze ci sono i "canali regionali", dove la maggior parte delle stazioni che operano su queste frequenze riduce la potenza o passa a un sistema di antenne direzionali durante la notte per contribuire a ridurre le interferenze tra i canali con i rispettivi segnali. Ad esempio, negli Stati Uniti ci sono sei frequenze "Local Channel", note anche come "graveyarders", in cui quasi tutte le stazioni che trasmettono su queste frequenze utilizzano la stessa potenza e lo stesso schema di antenna sia di giorno che di notte e, a causa della propagazione delle onde spaziali, di solito c'è una massiccia interferenza tra i canali nelle aree rurali su queste frequenze, rendendo spesso difficile, se non impossibile, capire cosa viene detto dalla stazione locale più vicina sul rispettivo canale o dalle altre stazioni distanti che rimbalzano sullo stesso canale durante le ore notturne. Lo skywave è stato utilizzato per la ricezione radio AM a lunga distanza fin dagli albori della radio e non deve essere interpretato come un aspetto negativo della radio AM.
La deregolamentazione della FCC ha consentito a molte nuove stazioni radio AM di utilizzare le precedenti designazioni di canale libero e regionale; questa è la causa principale del sovraffollamento sulla banda AM durante la notte. Una nuova fonte di interferenza sulla banda di trasmissione AM è il nuovo sistema di trasmissione digitale denominato HD: qualsiasi stazione AM che trasmette in HD sovrappone un "hash" digitale ai canali adiacenti. Ciò è particolarmente evidente di notte poiché alcune stazioni, come ad esempio WBZ, trasmettono il loro segnale a 30 kHz per centinaia di miglia, con l'effetto di causare interferenze coprendo un'altra stazione su una frequenza adiacente (WYSL 1040) fino a 400 miglia di distanza.

## Cancellazione del segnale
Molte stazioni AM, comprese ma non limitate alle stazioni con "canale chiaro", spesso subiscono la cancellazione dei propri segnali entro i margini interni ed esterni delle loro normali aree di copertura dalle onde superficiali durante la notte, a causa dei singoli segnali delle onde spaziali delle stazioni che raggiungono gli apparati ricevitori degli ascoltatori con una forza pari o quasi uguale ai singoli segnali delle onde terrestri delle stazioni. Questo fenomeno è molto simile all'interferenza multipath sperimentata sulla radio FM nella banda VHF nelle regioni montuose e nelle aree urbane a causa dei segnali che rimbalzano su montagne, edifici e altre strutture, tranne per il fatto che la cancellazione delle onde terrestri e delle onde spaziali si verifica quasi esclusivamente di notte quando è presente la propagazione delle onde del cielo.